# Pentekostalizm w Ameryce Łacińskiej

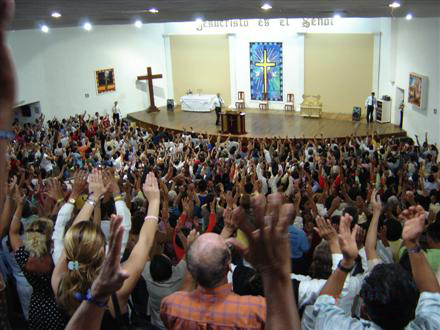
Zbór w Veracruz (Meksyk), założony przez brazylijskich misjonarzy z Kościoła Uniwersalnego

Pentekostalizm w Ameryce Łacińskiej – ruch zielonoświątkowy w krajach Ameryki Łacińskiej. Jest drugim co do liczebności ruchem religijnym w regionie, identyfikuje się z nim około 30% populacji, licząc wraz z ruchem charyzmatycznym w Kościele katolickim i Kościołach protestanckich. Zielonoświątkowcy są najszybciej rosnącym liczebnie ugrupowaniem protestanckim i w żadnym regionie świata nie oddziaływali tak silnie, jak w Ameryce Łacińskiej . Pentekostalizm nie jest ruchem jednolitym i nigdy nie utworzył jednej struktury, która obejmowałaby wszystkich wiernych, a poszczególne odłamy często ze sobą rywalizują.
Ruch zielonoświątkowy najpierw dotarł do Chile (w 1909), następnie do Argentyny i Brazylii (1910), Peru (1911), Nikaragui (1912), Meksyku (1914), Portoryko i Gwatemali (1916) . W następnych latach dotarł do pozostałych krajów Ameryki Łacińskiej. Wśród badaczy nie ma zgody co do przyczyn tak szybkiego rozwoju pentekostalizmu w regionie (wskazywano na takie czynniki, jak polityczne wsparcie ze strony Stanów Zjednoczonych, awans społeczny wyznawców, adaptacja środowiskowa).
Początkowo zielonoświątkowcy nie przejawiali szczególnego zainteresowania kwestiami społecznymi i deklarowali apolityczność. Wraz ze wzrostem liczebnym nastąpił wzrost zainteresowania tymi problemami. Latynoski pentekostalizm był badany przez takich uczonych (socjologów, politologów i religiologów) jak: Emilio Willems (1967), Christian Lalive D´Epinay (1968 i 1975), David Martin (1990 i 2002), André Corten (1995), Jean-Pierre Bastian (1997), Timothy J. Steigenga (2001) oraz William Mauricio Beltrán Cely (2010).

## Główne nurty pentekostalizmu

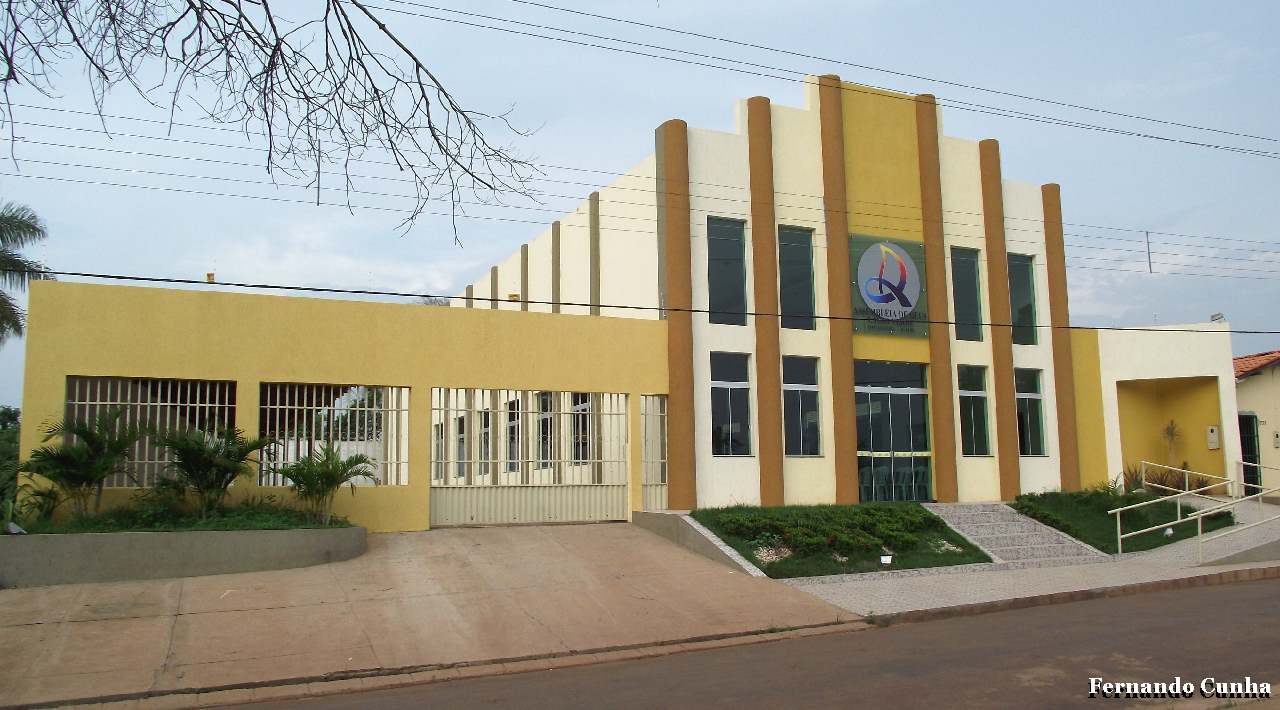
Zbory Boże w Lago Verde, Maranhão

Pierwsze denominacje pentekostalne zostały założone w Ameryce Łacińskiej jeszcze przed powstaniem głównych denominacji w USA. Z tego też względu amerykański pentekostalizm nie miał wpływu na kształt pentekostalizmu w takich krajach jak Chile, Argentyna, Brazylia; oddziaływał jedynie na kraje środkowoamerykańskie, jednak i tamtejszy pentekostalizm różni się od amerykańskiego. Badacze zwracają uwagę, że latynoski pentekostalizm nie może być klasyfikowany w taki sam sposób jak północnoamerykański.
Vinson Synan wyróżnia w ramach pentekostalizmu pięć grup: klasyczny pentekostalizm (Zbory Boże, Kościół Boży), protestanckich charyzmatyków, katolickich charyzmatyków i niezależnych zielonoświątkowców. Ponadto Synan wyróżnia w krajach Trzeciego Świata rodzime Kościoły, z których większość ma charakter zielonoświątkowy. Carmelo E. Alvarez wyróżnia trzy grupy. Do pierwszej zalicza Kościoły założone przez imigrantów (np. Kongregacja Chrześcijan w Brazylii), które od samego początku były niezależne. Drugą grupę stanowią Kościoły założone przez misje zagraniczne (najczęściej z USA), które w początkowym okresie były zależne od finansowego wsparcia z zagranicy, stały się niezależne, ale strategia ich działania została ukształtowana przez północnoamerykańskie wzorce. Trzecią grupę stanowią rodzime Kościoły bez związków z zagranicznymi denominacjami i funduszami. Zielonoświątkowcy w historycznych Kościołach protestanckich oraz w Kościele katolickim klasyfikowani są jako odrębna grupa – neopentekostaliści.

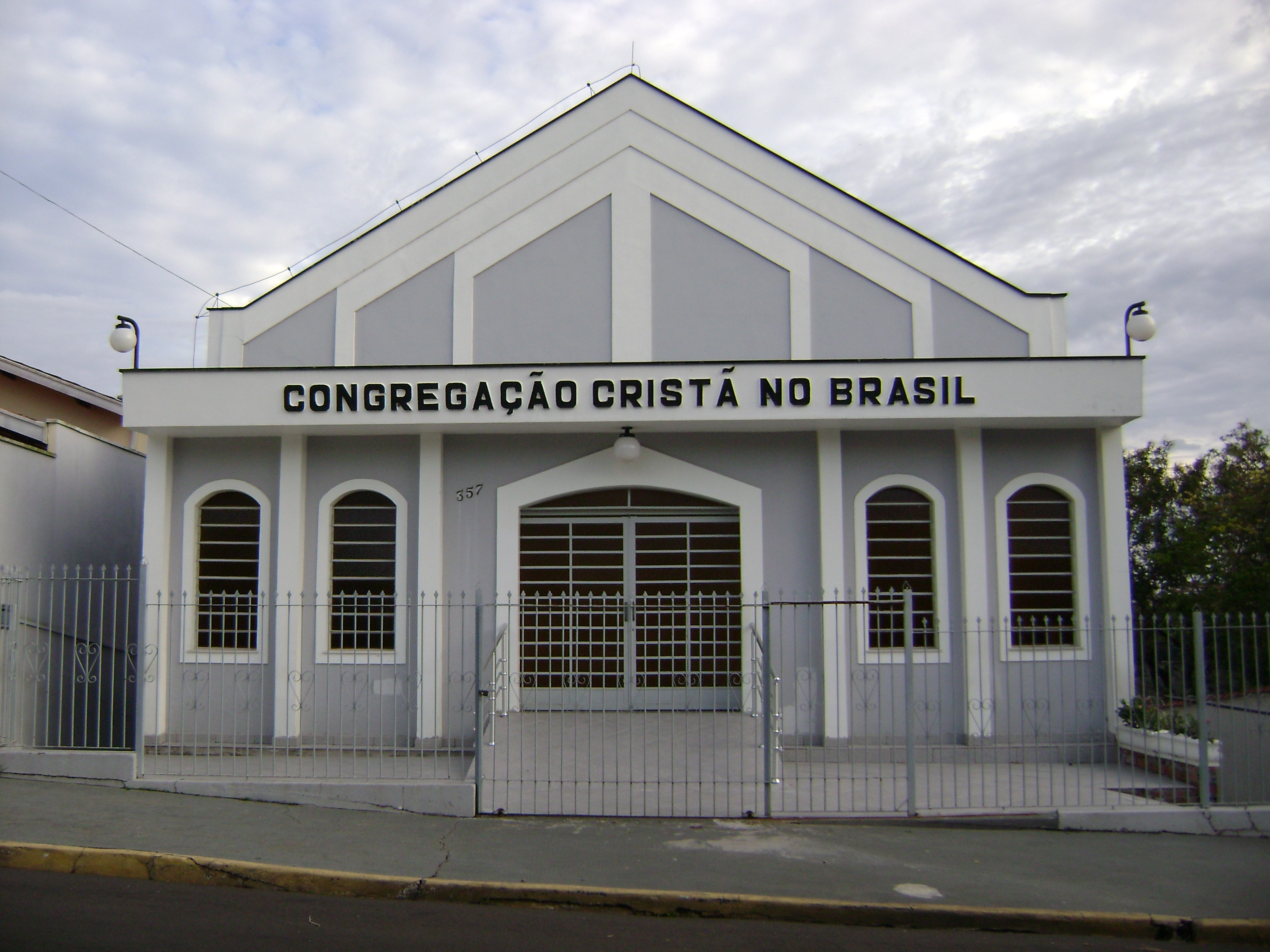
Kongregacja Chrześcijan w Águas de São Pedro

Socjolog William Mauricio Beltrán Cely wyróżnił trzy główne nurty pentekostalizmu w Ameryce Łacińskiej, które pomimo wielu podobieństw różnią się nauczaniem zarówno w sprawach życia, jak i zbawienia. Do pierwszej grupy należą denominacje (Kościoły) powstałe w pierwszej połowie XX wieku i mające charakter fundamentalistyczny. Druga grupa to Kościoły neo-pentekostalne (charyzmatyczne), mające wiele cech wspólnych z ewangelią sukcesu. Trzecia grupa ma charakter sekt. Każdy z trzech nurtów posiada własną teologię, metody pozyskiwania członków i system funkcjonowania wspólnot.
Pierwszy z nurtów ma najbliższe związki z protestantyzmem, cechuje go radykalizm. Wywodzi się z XIX-wiecznego ruchu uświęceniowego i powstał jako wyraz nostalgii za pierwotnym chrześcijaństwem i w opozycji do teologii liberalnej. Nawrócenie oznacza wyrzeczenie się świata, wyrażające się w zakazie spożywania alkoholu, uczestnictwa w zabawach, podążania za modą i innymi przyjemnościami (zakaz chodzenia do kina czy słuchania świeckiej muzyki). Złamanie zakazów groziło wykluczeniem ze wspólnoty. Świat postrzegany jest jako siedlisko zła, dlatego wierny musi się od niego oddzielić i przyjąć rolę żołnierza Chrystusa. Zaleca się ograniczenie kontaktów towarzyskich. Równocześnie przynależność do Kościoła nie gwarantuje zbawienia.
Drugą grupę cechuje mniejszy radykalizm i większa swoboda dotycząca ubioru czy zachowania. Doktryna ma bardziej uniwersalny i konformistyczny charakter. Bieda, bezrobocie, kryzysy ekonomiczne, a także problemy zdrowotne, czy inne nieszczęścia według nauczania tej grupy wynikają z braku wiary. Istotną praktyką jest „dawanie, by otrzymać w zamian stokroć więcej”. Wiernych cechuje wysoka ofiarność (płatność dziesięciny), a także składanie ofiar na akcje dobroczynne. Dostatek jest w ujęciu tej grupy rezultatem bożego błogosławieństwa. Pomimo licznych różnic między zielonoświątkowcami a charyzmatykami, nie zawsze można jednoznacznie zaklasyfikować poszczególne Kościoły do jednego z tych nurtów. Jedna z podstawowych różnic polega na tym, że wśród zielonoświątkowców fundamentaliści stanowią większość, natomiast wśród charyzmatyków są mniejszością. Zielonoświątkowcy są w większym stopniu zinstytucjonalizowani, ich początki sięgają lat 1890-1920, natomiast charyzmatyków – lat 1950-1960. 
Trzecia grupa dołącza do swej doktryny wierzenia lokalne, zarówno pochodzenia rodzimego, jak i afrykańskiego. Centralną rolę odgrywają cuda (głównie wypędzanie demonów) i praktyki, które mają je zapewnić. W tej grupie najważniejszą rolę pełnią osobiste świadectwa. Zainteresowanie problemem zbawienia wiecznego jest niewielkie.
Najważniejszą zielonoświątkową denominacją w Ameryce Łacińskiej są Zbory Boże, które są największą denominacją w Brazylii, Wenezueli, Peru, Boliwii, Paragwaju, Urugwaju i kilku krajach środkowoamerykańskich.
Zielonoświątkowcy podkreślają autonomię poszczególnych zborów, są przeciwni zhierarchizowanej i scentralizowanej strukturze Kościoła. Pomimo to poszczególne wspólnoty współpracują między sobą, organizowane są światowe bądź lokalne kongresy zielonoświątkowców . W ruchu zielonoświątkowym doświadczenie religijne jest ważniejsze niż doktryna .

## Znaczenie i wpływ

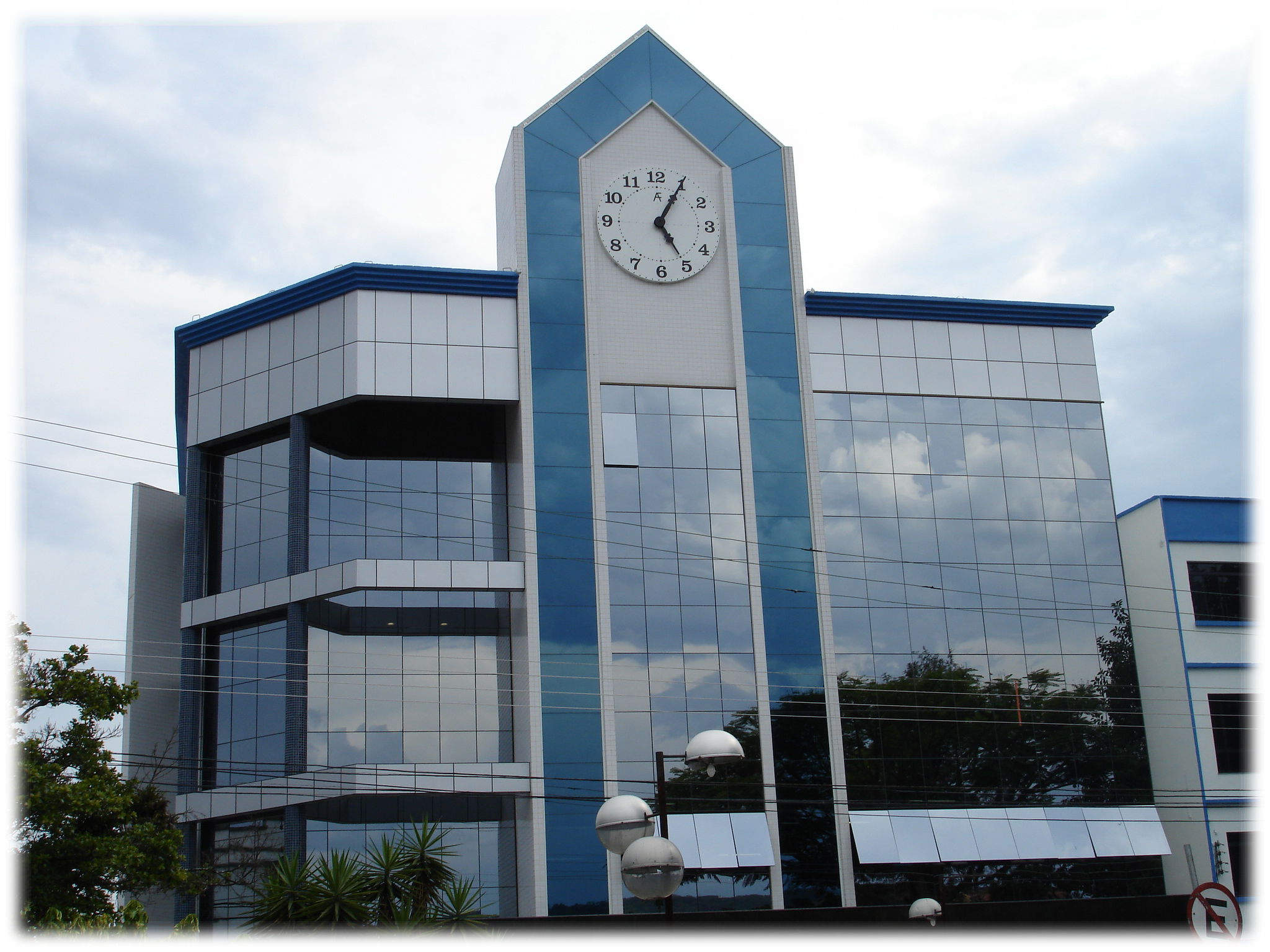
Zbory Boże w Criciúma, Brazylia

Pentekostalizm zaczął odgrywać ważną rolę polityczną w krajach Ameryki Łacińskiej od lat 80. XX wieku. Do roku 2006 Gwatemala miała dwóch zielonoświątkowych prezydentów, w brazylijskim parlamencie około 10% parlamentarzystów to zielonoświątkowcy (2006), w Chile zielonoświątkowcy corocznie są organizatorami dnia niepodległości. W Nikaragui zielonoświątkowcy założyli partię polityczną, która wystawiła swego kandydata w wyborach prezydenckich i zdobyła wiele miejsc w kongresie .
Rozwój ruchu zielonoświątkowego zbiegł się z demokratyzacją regionu. W roku 1976 tylko dziewięć krajów było wolnych, podczas gdy 18 było postrzeganych jako pozbawionych wolności bądź częściowo wolnych. W roku 2006 22 krajów było wolnych, a 11 nie miało wolności bądź było częściowo wolnych. Demokratyzacja dała możliwość organizowania się poszczególnych grup społecznych i zielonoświątkowcy ją wykorzystali .
W wielu krajach Kościół katolicki miał uprzywilejowaną pozycję i cieszył się poparciem ze strony rządzących (edukacja religijna w państwowych szkołach, kapelani mieli monopol na dostęp do szpitali i wojska). W niektórych przypadkach miało to miejsce jeszcze w końcu lat 90. XX wieku. Zielonoświątkowcy zaczęli działać w partiach politycznych po to, aby skończyć z uprzywilejowaną pozycją Kościoła katolickiego albo uzyskać te same przywileje dla protestantów .
W Ameryce Łacińskiej takie kwestie jak aborcja bądź homoseksualizm nie były traktowane jako element wojny kulturowej (jak w USA), ponieważ znaczna część regionu pozostaje konserwatywna. Ugrupowania centrowe i lewicowe w niektórych krajach domagały się liberalizacji polityki względem aborcji, rozwodów oraz homoseksualizmu. Zgłaszane propozycje liberalizacji powodowały polityczną mobilizację zielonoświątkowców. Tak np. było w Brazylii w roku 1986, w której wysiłki dla zablokowania liberalizacji w odniesieniu do homoseksualizmu powiodły się, ale poniosły fiasko w odniesieniu do aborcji .

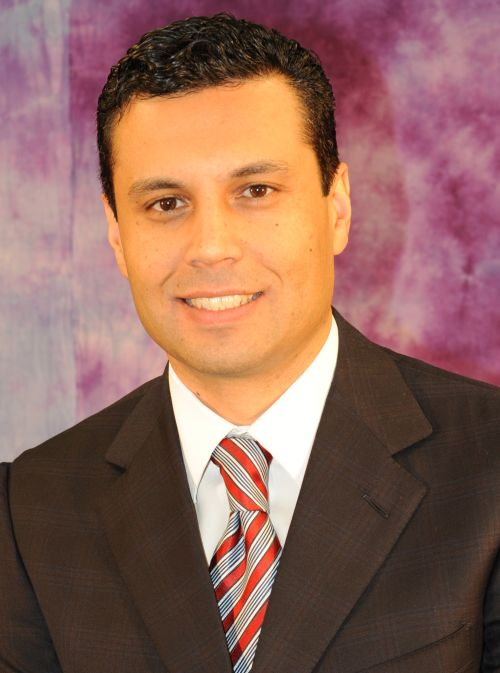
Renato Cardoso, brazylijski teleewangelista

Rosnące wpływy pentekostalizmu powodują, że politycy zabiegają o głosy zielonoświątkowców podczas wyborów. W roku 2002 Luiz Inácio Lula da Silva otwarcie zabiegał o głosy zielonoświątkowców i innych ewangelikalnych protestantów. W roku 2005 brazylijska Partia Pracujących, której jednym z założycieli był Lula, zawarła sojusz z Partią Republiki, wspieraną przez Kościół Uniwersalny .
Wraz ze wzrostem znaczenia politycznego pojawiła się krytyka pentekostalizmu. Jan Paweł II określił wzrost pentekostalizmu mianem „inwazji sekt”, która pociąga za sobą okradanie katolickiej kultury i niszczenie spójności społeczeństwa. W odpowiedzi liderzy zielonoświątkowi, m.in. były prezydent Gwatemali określili Kościół katolicki jako źródło korupcji i zacofania. Zielonoświątkowców zaatakowała lewica, określając ich mianem północnoamerykańskich agentów, dbających o interesy ekonomiczne i polityczne amerykańskiego kapitału .
Ze względu na różnorodność latynoskiego pentekostalizmu trudno jednoznacznie ocenić jego wpływ na politykę w krajach Ameryki Łacińskiej. Część badaczy twierdzi, że oddziaływanie zielonoświątkowców jest czytelne i bardzo jednoznaczne. Jednak ich oceny bywają skrajnie odmienne, jedni twierdzą, że zielonoświątkowców cechuje polityczna bierność i spokój, inni natomiast zarzucają im odchylenie prawicowe i autorytaryzm. Do roku 2006 zielonoświątkowcy oddziaływali na politykę trzech krajów: Brazylii, Chile i Gwatemali. W każdym z tych krajów ich oddziaływanie przejawiało się w inny sposób i to zróżnicowanie może się pogłębiać, a konsekwencje tego będą długoterminowe dla krajów Ameryki Łacińskiej . Liczba krajów, w których zielonoświątkowcy angażują się w politykę stale wzrasta. Według oceny socjologa Miguela Ángela Mansilly, zielonoświątkowcy brazylijscy, peruwiańscy i ekwadorscy uprawiają polityczną partyzantkę i na ich tle najlepiej prezentują się zielonoświątkowcy chilijscy. Pastor Juan Sepúlveda na przykładzie chilijskich zielonoświątkowców dowodził, że zielonoświątkowców cechuje pluralizm, mogą reprezentować lewicę, prawicę, bądź przyjąć apolityczną postawę.

## Kwestie społeczne i polityka

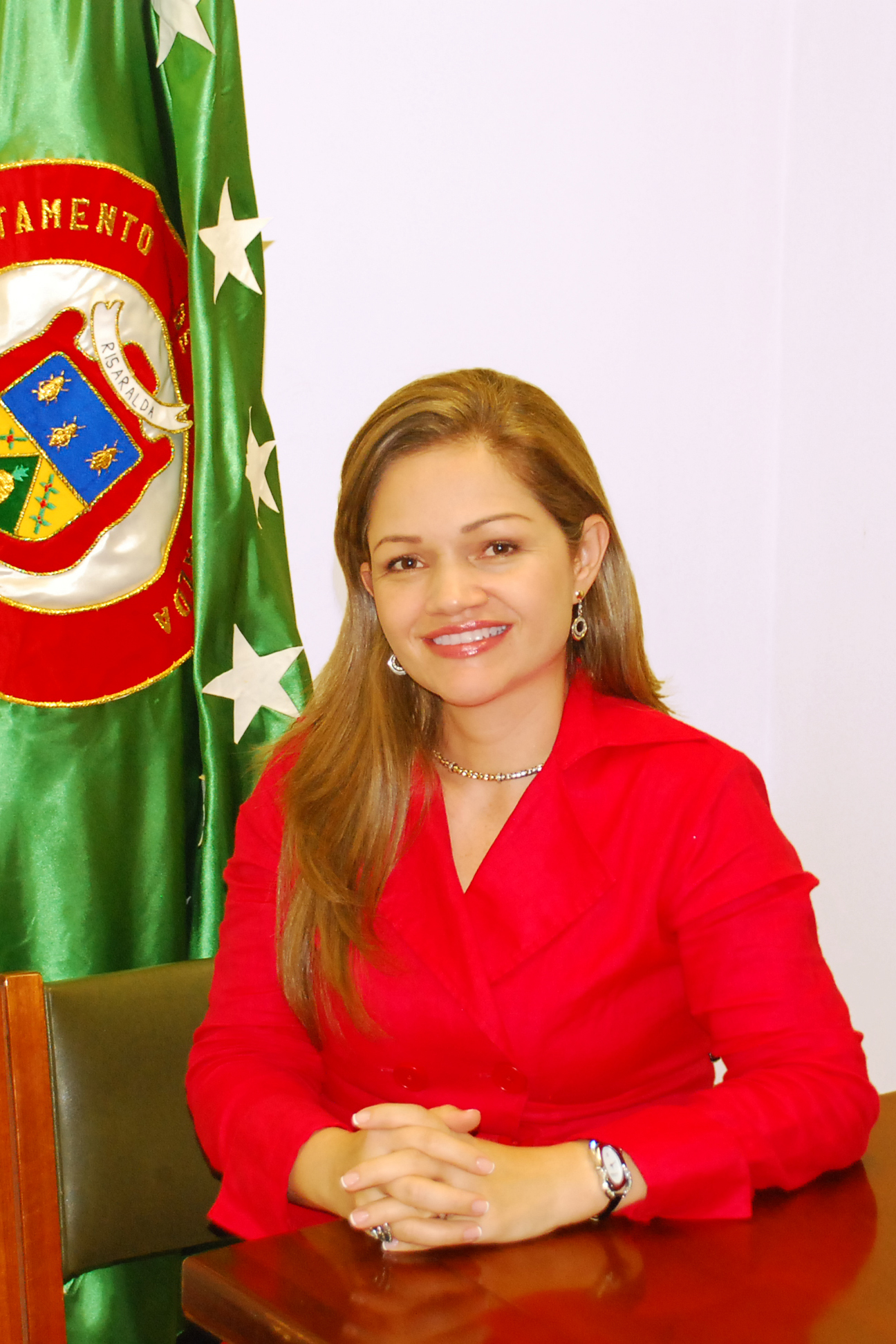
Martha Cecilia Alzate, deputowana w kolumbijskiej Izbie Reprezentantów

### Polityka
Początkowo zielonoświątkowcy byli niechętni polityce i dystansowali się od niej. Lalive d'Epinay, który badał chilijskich zielonoświątkowców w latach 60., twierdził, że 50% pastorów zabraniało swoim wiernym członkostwa w związkach zawodowych, 64% twierdziło, że Kościół nie powinien zajmować się polityką, a 85% że zabrania swoim wyznawcom angażowania się w politykę. Na podstawie tych badań d'Epinay twierdził, że zielonoświątkowcy nie są zainteresowani wprowadzaniem zmian, lecz podtrzymaniem status quo. D'Epinay nie był odosobniony w tych wnioskach, a David Martin jeszcze w latach 90. pisał o apolitycznym pentekostalizmie. Jednak z czasem nastąpił wzrost zaangażowania społecznego i zielonoświątkowcy stali się zauważalni w przestrzeni publicznej.
Zielonoświątkowców cechuje pluralizm w kwestiach politycznych. Kilka czynników wpływa na ich stosunek do polityki. Są nimi: oddziaływanie Stanów Zjednoczonych; fakt, że zielonoświątkowcy na ogół reprezentują zmarginalizowane grupy społeczne; wpływ katolickiej kultury i filozofii; zielonoświątkowa teologia oraz to, że zielonoświątkowych liderów dzieli czasami przepaść od ich wiernych. Sean Samuel O'Neil, religiolog z University of Tennessee, zauważył, że chociaż łatwo jest przesadzić z wpływem Stanów Zjednoczonych na zielonoświątkowych polityków, to jednak on występuje. Miało to miejsce w przypadku Gwatemali i Nikaragui. Zielonoświątkowcy prezentują rozmaite zachowania, od konserwatywnych, po postępowe. Okazjonalnie czerpią pewne elementy z katolickiej filozofii, czego głównym przykładem jest korporacjonizm widoczny w Chile, a także w pierwszej założonej przez Brazylijczyka denominacji – „Brazylia dla Chrystusa”. Krytycy pentekostalizmu są zdania, że pewne kontrowersyjne decyzje podejmowane przez zielonoświątkowych polityków mają źródło w literalnej interpretacji Biblii.
Zielonoświątkowców charakteryzuje mniejsza aktywność polityczna niż katolików i tradycyjnych protestantów.

### Emancypacja kobiet

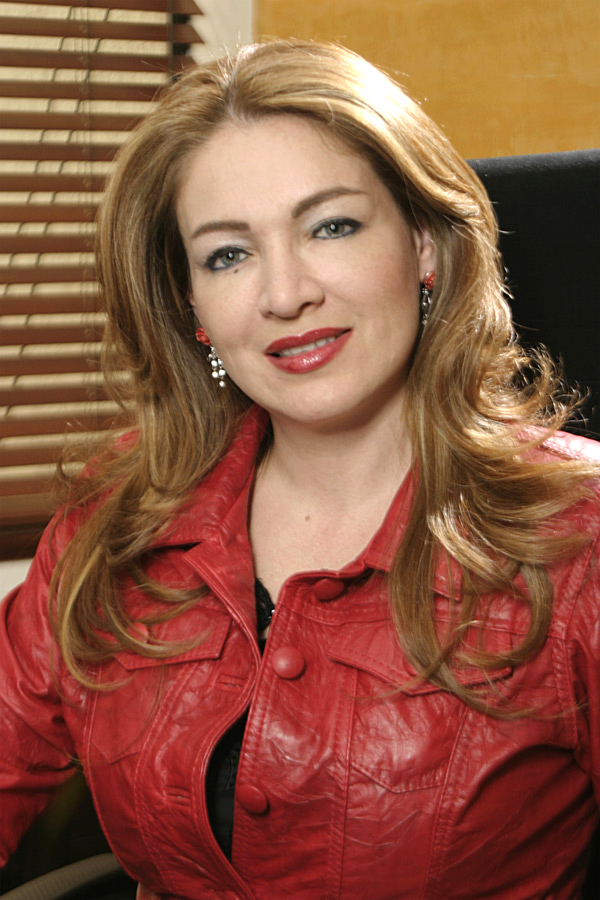
Alexandra Moreno, senator Kolumbii (od 2002), prawnik, współzałożycielka partii politycznej MIRA i działaczka neopentekostalna

Kultura latynoska jest silnie zakorzeniona w śródziemnomorskim katolicyzmie. Kultura ta wyłączała kobiety z życia publicznego, nie pozwalała też kobietom na pełnienie ról przywódczych w Kościele. Jednak teologia wyzwolenia i pentekostalizm wpłynęły na zmianę tej kultury. Pentekostalizm dał kobietom możliwość bycia aktywnymi poza gospodarstwem domowym. W zborach zielonoświątkowych organizowane są spotkania kobiet, kobiety mogły odgrywać rolę liderów nawet w mieszanych spotkaniach religijnych. Kobiety praktykowały „uzdrawianie wiarą”, zakładały zbory i prowadziły działalność misyjną. Cornelia B. Flora już w roku 1975 zauważyła, że w zielonoświątkowych społecznościach kobieta ma możliwość do zdobycia wyższej pozycji niż mężczyzna, ponieważ niektóre role przywódcze bazują na charyzmie (np. głoszenie kazań).
Cornelia B. Flora w 1975 roku na przykładzie Kolumbii zauważyła, że pentekostalizm wpływa na wzrost pozycji kobiety w najuboższych warstwach społecznych. Edward Cleary (1992) sugerował, że rozwój pentekostalizmu jest czynnikiem, który w wielu przypadkach wpływa na wzrost aktywności społecznej kobiet.
Kobiety pełnią ważną rolę jakkolwiek nie piastują najwyższych stanowisk. Są aktywne i według niektórych badaczy mają więcej autonomii i władzy niż to wynika z formalnej struktury. Wielu mężów pod wpływem swoich żon przyłącza się do zborów, rezygnuje z postawy macho, bierze odpowiedzialność za sprawy codzienne rodziny, a swoje żony traktuje partnersko. Socjolodzy zauważają, że pentekostalizm odgrywa ważną rolę w emancypacji kobiet w świecie, w którym dla mężczyzn postawa macho była wzorcem godnym naśladowania. 
Pentekostalizm w wydaniu latynoskim optuje za silną rodziną, odpowiedzialnym mężem i równością małżonków. Odrzuca moralny relatywizm i pobłażanie własnym słabościom, podkreśla wierność małżeńską i odpowiedzialność. Wpływa pozytywnie na związki małżeńskie, ale także na zdrowie, pracę i edukację. Nawrócenie to równocześnie zerwanie z bezsilnością na rzecz mobilizacji i poczucia własnej wartości.

### Syjonizm
Jednym z wyróżników zielonoświątkowców względem katolików oraz tradycyjnych protestantów jest stosunek do Izraela i syjonizmu. Zdecydowane poparcie dla syjonizmu jest wynikiem dyspensacjonalistycznej eschatologii braci plymuckich i cechuje przede wszystkim zielonoświątkowców z Ameryki Środkowej. Część badaczy wyjaśnia to bliskością Stanów Zjednoczonych. Inni natomiast tłumaczą to działalnością Misji Środkowoamerykańskiej założonej w końcu XIX wieku. Misja ta spopularyzowała dyspensacjonalizm wśród środkowoamerykańskich protestantów. Dyspensacjonalizm oraz poparcie dla syjonizmu cechuje jednak również zielonoświątkowców z Wenezueli. Gdy prezydent Hugo Chávez obarczył Żydów winą za problemy świata, spotkał się z opozycją, do której przyłączyli się liderzy zielonoświątkowi. W Chile rodzimy pentekostalizm (zielonoświątkowi metodyści) wykazuje jedynie nieznaczne prosyjonistyczne sympatie, natomiast jest on obecny wśród tych zielonoświątkowców, na których oddziaływał amerykański pentekostalizm. Oznacza to, że w Ameryce Łacińskiej silne tendencje prosyjonistyczne występują tam, gdzie były silne wpływy północnoamerykańskie. Jedynym wyjątkiem jest Wenezuela, która jest krajem dystansującym się od Izraela, natomiast rodzimy pentekostalizm udziela teologicznego wsparcia dla Izraela.
Według Pew Forum (2006) w Brazylii na 9 klasycznych zielonoświątkowców wspierających Izrael, przypadał jeden wspierający Palestyńczyków, w Gwatemali proporcja ta wynosiła 20 do 1, a w Chile 7 do 1. W przypadku neozielonoświątkowców wsparcie dla Izraela było mniejsze we wszystkich trzech krajach.

### Fundamentalizm
Zielonoświątkowców wiele łączy z fundamentalizmem chrześcijańskim, stosującym fundamentalistyczną interpretację Biblii. Cechuje ich wiara, że Bóg działał zarówno w czasach biblijnych, jak i całej historii. Jakkolwiek w wielu punktach podzielają poglądy fundamentalistów chrześcijańskich, to różnią się od nich w jednym zasadniczym punkcie – doświadczenie. Zielonoświątkowcy twierdzą, że cuda opisane w Dziejach Apostolskich dzieją się również i dziś. Twierdzą, że również i dziś, Bóg działa w taki sam sposób jak w czasach biblijnych. 
Doświadczenie jest tym czynnikiem, który powoduje, że w przeciwieństwie do innych chrześcijańskich fundamentalistów, zielonoświątkowcy godzą się na przywódczą rolę kobiet.

## Statystyki i demografia

La Luz del Mundo, Guadalajara, Jalisco.

Szybki rozwój pentekostalizmu w Ameryce Łacińskiej nastąpił od lat 60. XX wieku. W roku 1970 zielonoświątkowcy i charyzmatycy stanowili 4% populacji. Według World Christian Database w roku 2005 było ich 75 milionów, co stanowiło 13% ogółu ludności Ameryki Łacińskiej. Charyzmatyków z Kościołów protestanckich oraz katolickiego było 80 milionów (15% ludności tych krajów) .
Zielonoświątkowcy i charyzmatycy według World Christian Database
| #   | 1900 | 1970 | 1990  | 2005  |
| --- | ---- | ---- | ----- | ----- |
| mln | 0,01 | 12,6 | 118,6 | 156,9 |
| %   | 0,0  | 4,4  | 26,9  | 28,1  |

W roku 2005 zielonoświątkowcy stanowili więcej niż 10% ludności Brazylii, Chile, Argentynie, Gwatemali, Salwadorze i Nikaragui (według World Christian Database). W pozostałych krajach zielonoświątkowcy stanowią mniej niż 10% populacji, jakkolwiek w Meksyku, Kolumbii i Peru również następuje szybki rozwój pentekostalizmu . Szacuje się, że w roku 2025 w Ameryce Łacińskiej katolicy mogą stanowić już tylko 50% ludności .
Od roku 1989 badacze zwracają uwagę, że tempo wzrostu pentekostalizmu spowalnia. Juan Kessler wskazał wtedy, że w Kostaryce 8,1% dorosłych podało, iż wcześniej było protestantami. 62% z nich zostało katolikami, 31% nie przyłączyło się do żadnej religii. Według Kesslera w roku 1991 liczba byłych protestantów wzrosła do 12%. W Meksyku liczby te były jeszcze większe. Według Kurta Bowena 43% tych, którzy urodzili się w protestanckich rodzinach, po uzyskaniu wieku dorosłego porzuciło protestantyzm. Według Bowena na tak wysoki procent odchodzenia od zborów wpływa sekciarski zapał zielonoświątkowców (ascetyzm, charyzmatycyzm). Jego zdaniem 68% spośród tych, którzy w latach 80. ochrzcili się w Kościołach protestanckich w Meksyku odeszło z nich do roku 1990. Według Kesslera wynikało to ze słabego przygotowania pastorów, a według Bowena ze zbyt wysokich wymagań zborów zielonoświątkowych wobec swoich członków. Zdaniem Steigengi Ameryka Łacińska zbliża się do punktu, w którym liczba nowych wiernych pozyskiwanych przez wspólnoty pentekostalne będzie równoważona przez liczbę odchodzących.
Timothy J. Steigenga przeprowadził w Kostaryce i Gwatemali badania wśród osób nie związanych z żadną religią. 13% z nich odpowiedziało, że doświadczyło w przeszłości daru „mówienia językami”, 37% że doświadczyło osobistego nawrócenia, a 57% że doświadczyło cudu fizycznego uzdrowienia. Steigenga założył, że osoby deklarujące charyzmatyczne doświadczenia były przedtem członkami zborów ewangelikalnych. Zdaniem Steigengi osoby te opuściły zbory ze względu na niechęć do zorganizowanej religii.

## Przyczyny rozwoju pentekostalizmu

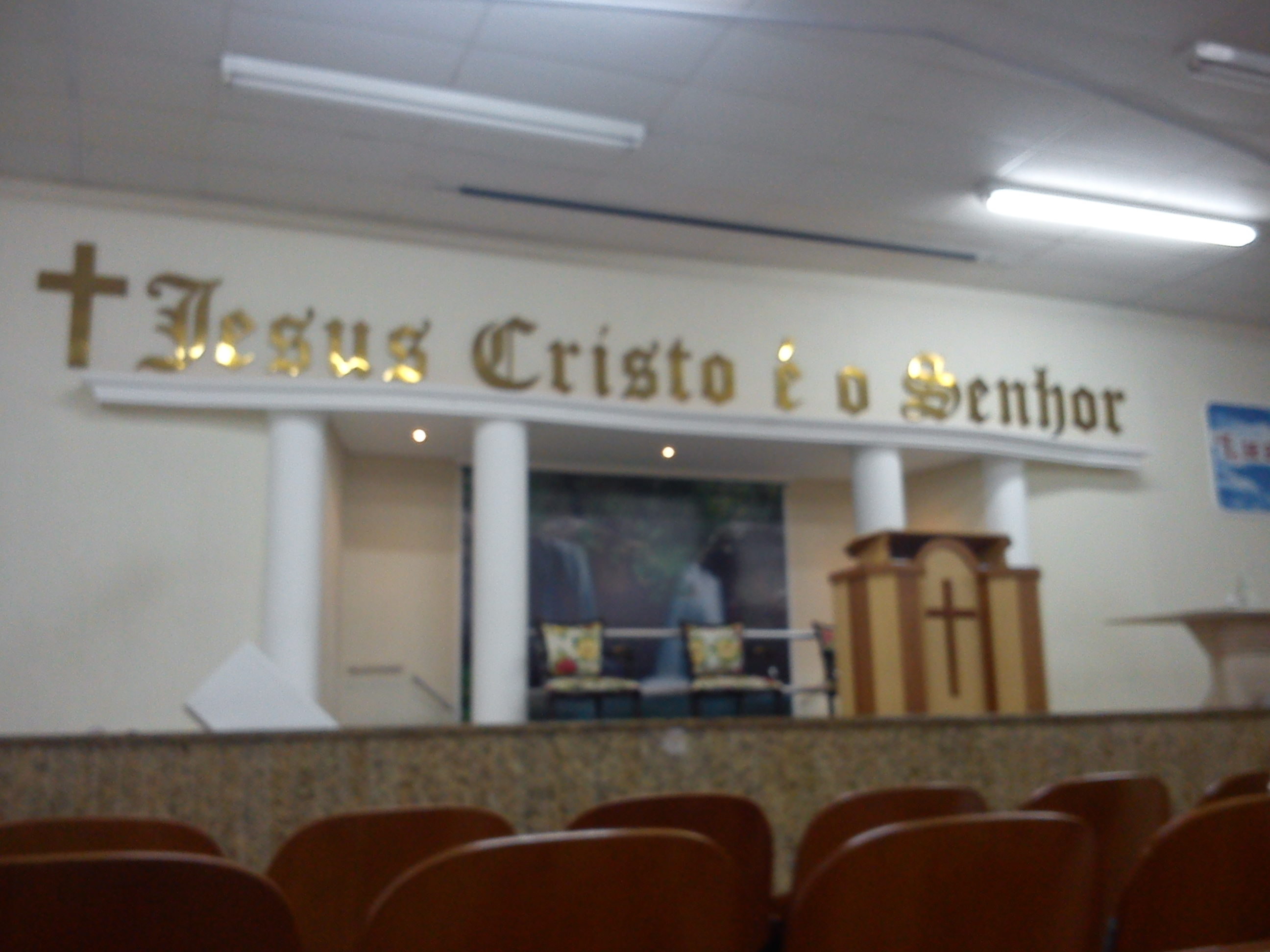
„Jezus Chrystus jest Panem”, jedno z haseł neo-zielonoświątkowców

Przez trzy wieki Hiszpania i Portugalia skutecznie broniły swoich kolonii przed religiami niekatolickimi. Katolicka ewangelizacja nie miała charakteru wolnego wyboru, była wynikiem kalkulacji politycznej i przemocy. Dopiero w XIX wieku zaczęły pojawiać się w Ameryce Łacińskiej kościoły protestanckie, a później także ewangelikalne. O ile tradycyjne Kościoły protestanckie uznały, że Ameryka Łacińska została zewangelizowana przez katolików i w związku z tym nie stanowi przedmiotu ich zainteresowań misyjnych (konferencja w Edynburgu 1910), to Kościoły ewangelikalne uznały cały obszar Ameryki Łacińskiej za swój obszar misyjny. Jednak działalność misyjna prezbiterian, metodystów, kwakrów, protestanckich misji ponadkonfesyjnych oraz towarzystw biblijnych przyniosła niewielkie rezultaty. Powodem tego był silny antykatolicyzm, którym przesycone było przesłanie misjonarzy, w zakładanych kościołach wprowadzono liturgię wzorowaną na północnoamerykańskiej lub europejskiej. Sukces odnieśli dopiero zielonoświątkowcy, którzy okazali się najbardziej ekspansywnym ewangelikalnym ugrupowaniem. Zaproponowano wiele wyjaśnień tego fenomenu, zwłaszcza że zielonoświątkowcy na polu doktrynalnym niczym szczególnym się nie różnią od innych fundamentalnych ugrupowań protestanckich (metodystów, baptystów, prezbiterian). Daniel R. Miller w „Coming of Age” przeanalizował siedem najbardziej popularnych wyjaśnień podawanych przez uczonych. Timothy J. Steigenga, politolog, przeanalizował trzy wyjaśnienia .

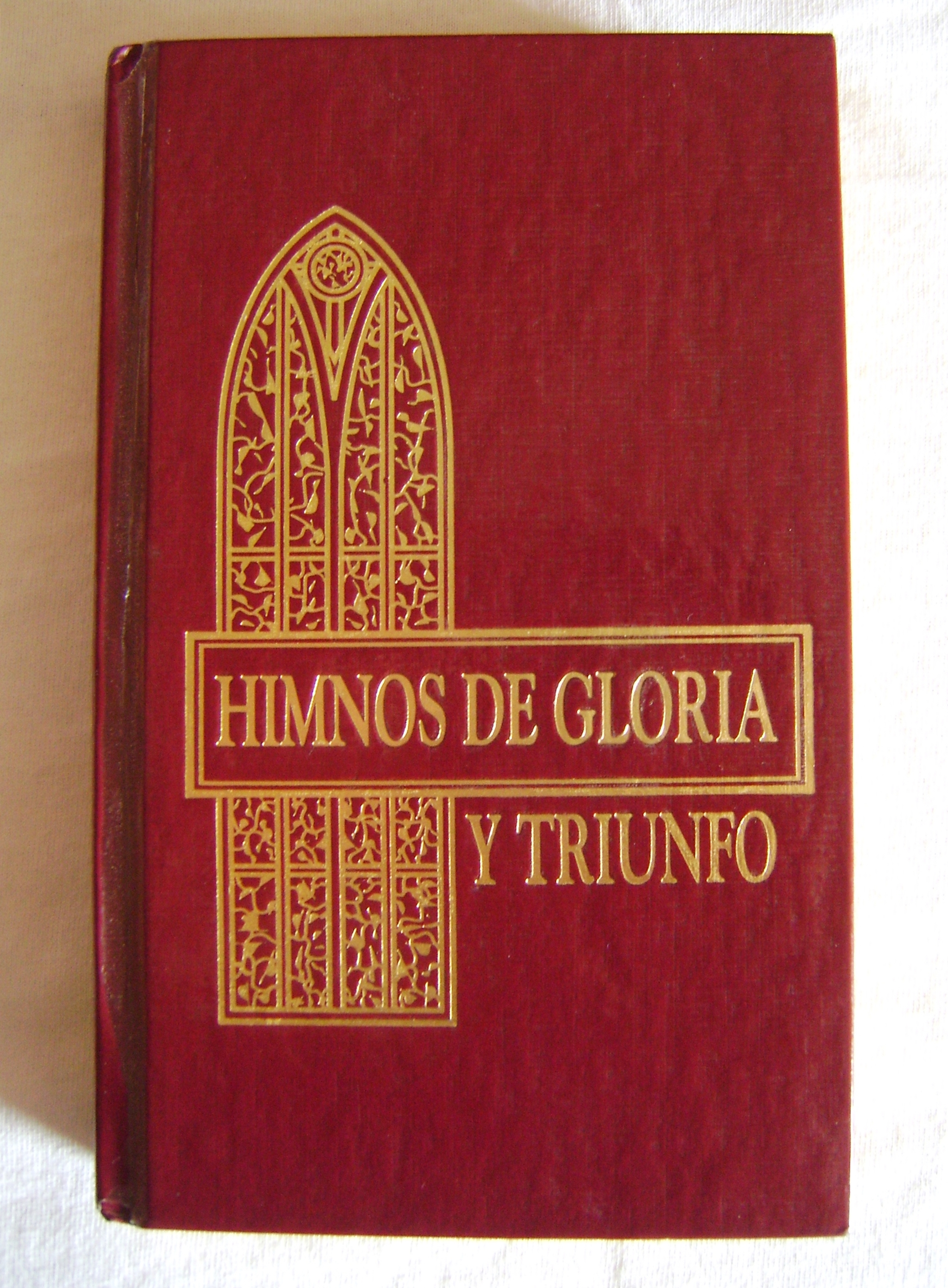
Śpiewnik używany przez rozmaite hiszpańskojęzyczne denominacje

Wśród przyczyn wymienia się wsparcie ze strony Stanów Zjednoczonych dla kościołów protestanckich, zwłaszcza ze względu na naciski w kwestii konstytucyjnego zagwarantowania wolności wyznania. Prezydent Theodore Roosevelt uważał, że Amerykę Łacińską tak długo będzie trudno pozyskać dla amerykańskich interesów gospodarczych, dopóki pozostanie katolicka. W 1984 roku w „Nueva Vida” ukazał się artykuł utrzymujący, że Raport Rockefellera z 1969 roku mówi, że Kościół katolicki nie jest już gwarantem stabilności społecznej dla kontynentu i tym samym przestał być godnym zaufania sprzymierzeńcem USA. Raport miał wzywać rząd Stanów Zjednoczonych, by wspierał rozwój protestantyzmu. Podobnego zapisu nie ma jednak w Raporcie Rockefellera, ale pomimo tego argument ten jest nieraz cytowany . Posłużyli się nim Guerriero i Impagliazzo w swej książce o najnowszej historii Kościoła. W 1986 roku powstał  raport watykański o sektach i nowych ruchach religijnych. W raporcie znajduje się uwaga, iż sekty służą zewnętrznym interesom ekonomicznym i politycznym . W latach 80. środowiska lewicowe oraz związane z Kościołem katolickim lubiły wyjaśniać, że wzrost ewangelikalizmu to rezultat działalności amerykańskich misjonarzy, a protestantyzm jest rezultatem kulturowej ekspansji Stanów Zjednoczonych. Timothy J. Steigenga w 2001 wskazał, że w Kostaryce i Gwatemali 60% wiernych zostało wprowadzonych do nowej religii przez członków rodzin, a zaledwie 3% zielonoświątkowców przyłączyło się do tego wyznania pod wpływem radia lub telewizji. Latynoskim Kościołom protestanckim przewodzą rodzimi liderzy. Krajem o wysokiej aktywności amerykańskich misjonarzy jest Kostaryka, a jednak efekt ich pracy jest skromny .
Innym często stosowanym wyjaśnieniem jest, iż przejście na pentekostalizm oznacza dla wielu osób awans społeczny. Zwolennicy tego wyjaśnienia powołują się na Maxa Webera. Jednak zielonoświątkowcy na ogół reprezentują najniższe szczeble drabiny społecznej . Steigenga skłania się do „adaptacyjnego modelu”, zgodnie z którym konwersja jest wynikiem strategii przetrwania podczas trudnych czasów przemian. Jednak odpowiedzi jakie uzyskiwał od badanych osób przestrzegają przed wyciąganiem uogólniających wniosków w tym względzie. Ankietowani odpowiadali, że ta religia udziela prawdziwych odpowiedzi na podstawowe pytania dotyczące codziennego życia . Wśród innych wyjaśnień są i takie, że zielonoświątkowcy obiecują uwolnienie od alkoholizmu i innych nałogów, że ludzie mają nadzieję na otrzymanie pomocy materialnej, że głoszą „Boskie uzdrowienie” i „ewangelię sukcesu”.
Wskazuje się, że jednym z czynników, który spowodował przechodzenie na pentekostalizm była teologia wyzwolenia . Księża katoliccy zaczęli mówić głównie o polityce, zamiast o Ewangelii. Zamiast zajmować się problemami duchowymi, głosili, że najważniejsze są problemy społeczne, a wszystkiemu winna jest alienacja. Dlatego wielu katolików zwróciło się do zielonoświątkowców, którzy „nie mówili im o Fidelu Castro i walce z wyzyskiwaczami, lecz o Jezusie Chrystusie i walce z grzechami” .
Emilio Willems oraz Christian Lalive d’Epinay, pierwsi socjologowie, którzy badali pentekostalizm, byli zdania, że powodem wzrostu tego nurtu religijnego jest wychodzenie naprzeciw potrzebom człowieka. W drugiej połowie XX wieku latynoamerykańska społeczność uległa głębokim przeobrażeniom społecznym, wielu ludzi zostało przymuszonych do zmiany stylu życia, do jakiego przywykli. Ludzie ci szukali sposobu na odnowienie swojej tożsamości. Na ogół byli to ludzie z najuboższych klas społecznych. 
Cechą pentekostalizmu jest zdolność przystosowania się do realiów trzeciego świata, inkulturacja. Doświadczenie zielonoświątkowe ma charakter emocjonalny, dostarcza wiernym pokój, radość, entuzjazm czy ekstazę.
Dynamizm misyjny pentekostalizmu wynika m.in. z ducha rywalizacji, konkurencji i strategii ekspansjonizmu, charakteryzujących charyzmatycznych liderów wspólnot, dla których sprawdzianem jest liczba członków, wzrost wspólnoty, rozmiar świątyni, czy wysokość dziesięciny. Popularność pentekostalizmu ma również podłoże psychologiczne, wynikające z niepewności czasów współczesnych. Niekontrolowane wyrażanie emocji podczas nabożeństw jest środkiem zbiorowej terapii, podczas której dokonuje się katharsis i uwolnienie od niepokojów.
Kościół katolicki był przyzwyczajony do monopolu religijnego, co doprowadziło do sytuacji, że nie był w stanie sprostać wyzwaniu ze strony innych wyznań. Ponadto Kościół katolicki zawsze cierpiał na brak powołań kapłańskich i zakonnych. W Amazonii dochodziło do sytuacji, że jeden kapłan musiał obsługiwać parafię liczącą ponad 70 tysięcy wiernych. Z powodu niedostatku księży nie zawsze było możliwe udzielanie sakramentów, a wiele niedzielnych nabożeństw odbywało się bez kapłana. Środowiska protestanckie odchodzenie wiernych od Kościoła katolickiego tłumaczą jego hierarchiczną strukturą i autorytarnym przekazem, które nie przystają do współczesnych realiów, a także lekceważeniem innych wspólnot religijnych.
Sami zielonoświątkowcy twierdzą, że udało im się przywrócić „oryginalne znaczenie Ewangelii i że są kontynuatorami pierwotnego chrześcijaństwa”. Ruch zielonoświątkowy przyszedł niczym zapowiedziany przez Pismo „późny deszcz”.

## Reakcje Kościoła katolickiego

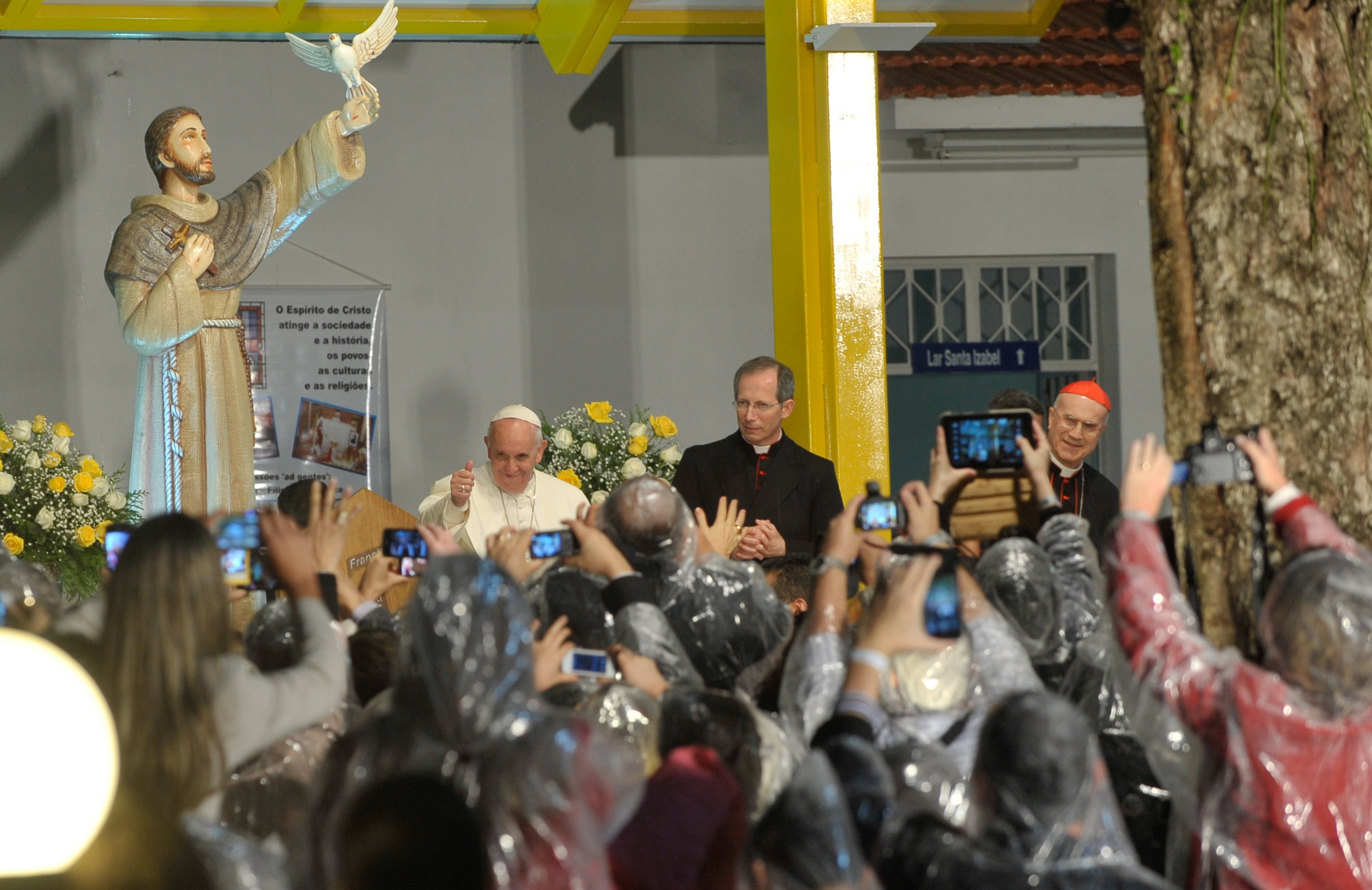
Wizyta papieża Franciszka w Brazylii

Kościół katolicki w Ameryce Łacińskiej często nie był zgodny ze stanowiskiem Watykanu. W II połowie XX wieku w Ameryce Łacińskiej znaczna część katolickiego duchowieństwa popierała teologię wyzwolenia, którą krytykował Watykan . W Argentynie, jak również w Salwadorze, Kościół katolicki popierał juntę wojskową, która w latach 1976-1983 była odpowiedzialna za śmierć 30 tysięcy osób. Argentyński Kościół katolicki nigdy nie dokonał samooczyszczenia. W Nikaragui do sandinistowskiego rządu weszło trzech duchownych, na co nie było zgody ze strony Watykanu. W Haiti i Paragwaju księża zostawali prezydentami .
Niemniej w Ameryce Łacińskiej Watykan upatrywał przyszłość Kościoła katolickiego. Paweł VI oraz Jan Paweł II nazywali ją kontynentem nadziei. Pierwsza pielgrzymka Jana Pawła II odbyła się do Ameryki Środkowej. Jej celem było umocnienie Kościoła katolickiego w regionie oraz „Ewangelizacja Ameryki Łacińskiej dzisiaj i w przyszłości” . Jednak masowe przechodzenie katolików na protestantyzm, zwłaszcza zielonoświątkowców, spowodowało, że Ameryka Łacińska z kontynentu nadziei stała się kontynentem niepokoju . Monopol religijny Kościoła katolickiego był jednak dyskusyjny już w chwili, gdy papieżem został Jan Paweł II. Podczas wizyty w Gwatemali w 1996 roku nazwał ewangelikalnych protestantów sekciarzami oraz zwiastunami zamieszania i niepewności. Latynoskich protestantów nazwał też „głodnymi wilkami”.
Za jego pontyfikatu liczba powołań kapłańskich i zakonnych wzrosła z 8520 w roku 1978 do 22 241 w roku 2003.
Latynoscy zielonoświątkowcy są niechętnie nastawieni do dialogu ekumenicznego z Kościołem katolickim i odrzucili kilka propozycji jego nawiązania wysuniętych przez Jana Pawła II. Rywalizacja między wyznaniami przeradza się czasem w agresję. W październiku 1995 pastor z Kościoła Uniwersalnego postawił przed kamerą telewizyjną figurkę Matki Bożej z Aparecidy i wymierzył weń kilka kopniaków. W odpowiedzi kilka świątyń Kościoła Uniwersalnego zostało sprofanowanych.
9-12 grudnia 2012 odbył się w Watykanie kongres „Kościół w Ameryce” poświęcony sytuacji Kościoła katolickiego w obu Amerykach  . Franciszek jest pierwszym papieżem pochodzącym z Ameryki Łacińskiej. Pierwsza jego podróż apostolska miała miejsce w Brazylii . Papież skrytykował brazylijski Kościół za to, że traci wiernych. Skrytykował za „intelektualny styl”, którego nie rozumieją wierni. Poprosił brazylijskich biskupów, aby zastanowili się, „dlaczego setki tysięcy katolików przyłączyły się do zgromadzeń zielonoświątkowców” .

## Oceny i krytyka

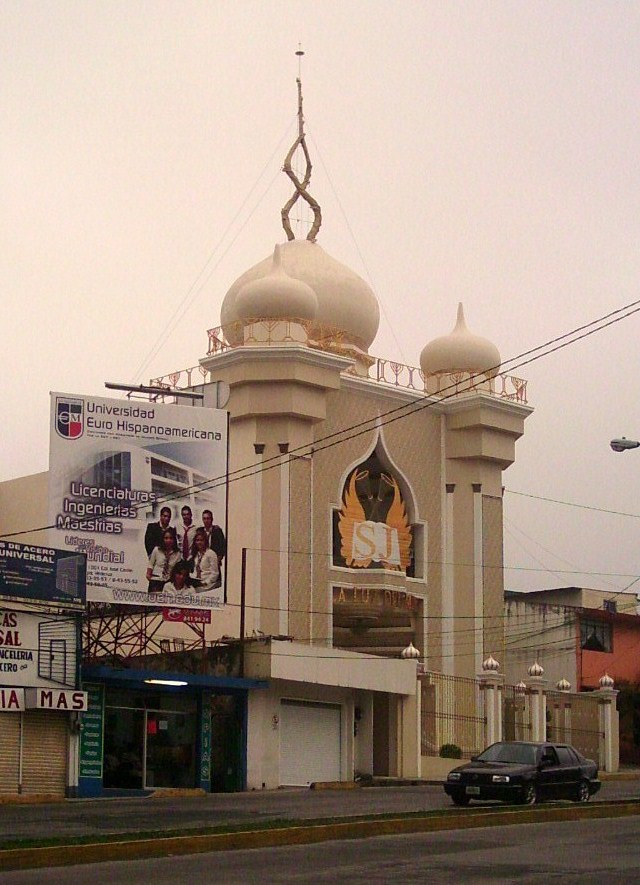
La Luz del Mundo Xalapa, Veracruz

Abp Antonio Quarracino na początku lat 80. stwierdził, że wolne kościoły rzuciły się „jak falanga na nasze społeczeństwa, z fanatyzmem typowym dla każdej sekty, z dolarami i obfitymi środkami ekonomicznymi, z prozelityzmem o najgorszym charakterze, który jak uważaliśmy, stracił już rację bytu”.
W latach 80. krytycy zaczęli zarzucać, że zielonoświątkowcy aby pozyskać sobie nowych wiernych składają im fałszywe obietnice rozwiązania ich problemów. Jean-Pierre Bastián zarzucił w 1986 roku, że protestantyzm przegrał swoją historyczną misję w Ameryce Łacińskiej, ponieważ prowadzi do alienacji i fałszywej świadomości. Zamiast sekularyzacji i pozbawienia iluzji, co nastąpiło w Europie, latynoskie społeczeństwo otrzymało reakcyjny pentekostalizm. W roku 1997 stwierdził, że pentekostalizm pomimo swego wewnętrznego rozczłonkowania jest wyrazem zespołu dynamizmów społecznych, wśród których, w przypadku charyzmatycznych zielonoświątkowców, centralne miejsce zajmuje dążenie do dominacji. Najlepszymi tego przykładami są brazylijski Kościół Uniwersalny oraz Międzynarodowa Misja Charyzmatyczna (Misión Carismática Internacional) w Kolumbii. Był też zdania, że pentekostalizm, w przeciwieństwie do protestantyzmu, jest religią tradycji ustnej. Krytycy zarzucają izolację od społeczeństwa.
André Corten w 1995 wyraził pogląd, że pentekostalizm ma charakter synkretyczny, którego korzenie sięgają kultów afrykańskich, czego przykładem jest brazylijski pentekostalizm, który czerpie z praktyk afro-brazylijskich oraz z ludowego katolicyzmu. Doktryna odgrywa niewielką rolę, bo pentekostalizm bazuje bardziej na doświadczeniu religijnym niż na doktrynie. Pentekostalizm jest nie tylko religią ubogich, ale również językiem ubogich. Corten jest zdania, że „wyzwolenie” pentekostalne cieszy się w Ameryce Łacińskiej lepszym przyjęciem niż teologia wyzwolenia. Teologia wyzwolenia posługiwała się językiem eksperckim, natomiast pentekostalizm posługuje się prostym językiem mas. Corten zarzucił oportunizm, wspieranie Ríosa Montt w Gwatemali, Fujimori w Peru i dyktatury Pinocheta w Chile. 
David Martin w 1990 roku wyraził pogląd, że pentekostalizm odgrywa w latynoskiej Ameryce rolę podobną do tej, jaką w świecie anglosaskim odegrał metodyzm. W 2002 roku uznał, że dokonuje się przechodzenie z katolicyzmu latyno-europejskiego na anglosaski protestantyzm.
Brian Wilson, socjolog religii, uznał pentekostalizm za sektę typu «konwersjonistycznego», w której nawracanie jest ważnym celem religijnym.
Katolicka teologia wyzwolenia rzadko zajmowała się ruchem zielonoświątkowym, jeżeli jednak to robiła, to na ogół określała zielonoświątkowców mianem „fundamentalistycznych sekt”. Zarzucała, że zielonoświątkowcy nie walczą o wyzwolenie z biedy i ucisku. F.C. Rolim w 1991 roku odnosząc się do brazylijskiego pentekostalizmu zarzucił mu, że brak politycznego zaangażowania oznacza coś więcej niż tylko odrzucanie świata, oznacza ono również poparcie dla nierówności społecznej, rozrost ubogich mas oraz kumulację bogactwa w ręku nielicznych. Pomimo iż po katolickiej stronie zawsze dominowały krytyczne oceny, do wyjątków należy C. Boff, który pochwalił zielonoświątkowców za etykę. Zauważył też w nich potencjał polityczny.
Miguel Pastorino, brazylijski jezuita zajmujący się sektami, ocenił, że zielonoświątkowcy nie są sektą, ale niektóre ich ugrupowania mają cechy sekt i tu powołał się na opinię J.C. Elizagi, którego zdaniem sektami są: „Bóg jest miłością” oraz „Kościół Uniwersalny”. Pastorino pochwalił zielonoświątkowców za inkulturację .
Krytyka pentekostalizmu miała też miejsce w latynoskich kościołach protestanckich. Krytyka wychodziła z tych środowisk, które reprezentowały protestancki wariant teologii wyzwolenia. Środowiska te zarzucały, że eschatologia zajęła miejsce historii socjalna pozycja wiernego jest w sytuacji desperackiej, a nadzieja zwrócona jest do próżnej obietnicy. Pentekostalizm był krytykowany przede wszystkim przez tych protestanckich teologów, którzy byli niechętni wobec „fundamentalnych sekt”.